# Lancaris
Lancaris is een geslacht van kreeftachtigen uit de klasse van de Malacostraca (hogere kreeftachtigen).

## Soorten
- Lancaris kumariae (de Silva, 1990)
- Lancaris singhalensis (Ortmann, 1894)